# Заречная (Шапшинское сельское поселение)
Заречная — деревня в Харовском районе Вологодской области на реке Вондожь.
Входит в состав Шапшинского сельского поселения, с точки зрения административно-территориального деления — в Шапшинский сельсовет.
Расстояние по автодороге до районного центра Харовска — 37 км, до центра муниципального образования Шапши — 3 км. Ближайшие населённые пункты — Кобылкино, Пиляиха, Юртинская.
По переписи 2002 года население — 1 человек.